# Rugby a 15 nel 2000

L'Italia al debutto nel Sei Nazioni, il 5 febbraio 2000 a Roma, dopo avere battuto la Scozia (34-20) detentrice del vecchio Cinque Nazioni.

## Eventi principali
Il 2000 vede due tornei tradizionali rinnovarsi nella forma e nella partecipazione.
Il "Cinque Nazioni", diventa "Sei Nazioni" con l'ammissione dell'Italia mentre la vecchia Coppa FIRA, dopo alcuni anni di traversie lascia il posto al "Campionato Europeo per Nazioni".
È l'Inghilterra a dominare il primo, malgrado nell'ultimo match con la Scozia perda in un colpo solo il Grande Slam, la Triple Crown (rugby XV) e la Calcutta Cup.
La Romania domina il secondo torneo (che viene chiamato anche "Sei Nazioni B", dato che si svolge nelle stesse date).
Il Pacific Rim viene vinto dalle Samoa, mentre Argentina e Giappone si confermano campioni nelle rispettive competizioni continentali.
Nasce anche il campionato Africano, denominato per il momento "Top 5" con la vittoria del Sudafrica (che schiera la Nazionale Under 23).
Il Tri Nations va all'Australia campione del mondo, che lo conquista vincendo una partita "Trilling" con il Sudafrica e conquista i punti che servono a superare la Nuova Zelanda.
La doppia stagione dei Test match vede l'avvincente doppio confronto tra Nuova Zelanda e la Francia.

## Attività internazionale

### Tornei per Nazioni

#### Triangolare asiatico
| Singapore 29 aprile 2000 | Singapore | 22 – 18 | Taiwan |  |

| Hong Kong 6 maggio 2000 | Hong Kong | 30 – 6 | Singapore |  |

| Taiwan 13 maggio 2000 | Taiwan | 22 – 38 | Hong Kong |  |

##### Classifica
|  | Squadra   | G | V | N | P | P+ | P- | diff. | PT |
|  | --------- | - | - | - | - | -- | -- | ----- | -- |
|  | Hong Kong | 2 | 2 | 0 | 0 | 68 | 28 | 40    | 4  |
|  | Singapore | 2 | 1 | 0 | 1 | 28 | 48 | -20   | 2  |
|  | Taiwan    | 2 | 0 | 0 | 2 | 40 | 60 | -20   | 0  |

### Altri test
| - 22 gennaio 2000 | Paesi Bassi | 19 – 27 | Galles B |  |

| 5 febbraio 2000 | Isole Vergini Britanniche | 62 – 5 | Rep. Dominicana |  |

| Tunisi 11 febbraio 2000 | Tunisia | 23 – 6 | Jugoslavia |  |

| Tunisi 13 febbraio 2000 | Tunisia XV | 12 – 10 | Jugoslavia (RF) |  |

| Bucarest 5 marzo 2000 | Romania B | 100 – 3 | Jugoslavia (RF) |  |

| Hannover 19 marzo 2000 | Germania | 26 – 9 | British Army on the Rhine |  |

| Copenaghen 22 aprile 2000 | Danimarca | 15 – 20 | Galles (Distretti) |  |

| 13 agosto 2000 | Selecion de Ascenso | 18 – 17 | Uruguay XV |  |

| 10 settembre 2000 | Selcion de Ascenso | 26 – 30 | Cile XV |  |

### I Barbarians
| Londra 6 marzo 2000 | London Irish | 33 – 66 | Barbarians | The Stoop |

| Leicester 7 marzo 2000 | Leicester | 21 – 12 | Barbarians | Welford Road |

| Dublino 28 maggio 2000 | Irlanda XV | 30 – 31 | Barbarians | Lansdowne Road |

| Edimburgo 31 maggio 2000 | Scozia XV | 42 – 45 | Barbarians | Murrayfield |

| Londra 4 giugno 2000 | Leicester | 10 – 85 | Barbarians | Twickenham |

| Coventry 23 febbraio 2000 | Coventry | 68 – 40 | Barbarians | Coundon Road Stadium |

| Hannover 12 agosto 2000 | Germania | 19 – 47 | Barbarians | Eilenriedestadion |

| Northampton 29 marzo 2000 | East Midlands | 54 – 99 | Barbarians | Franklin’s Gardens |

| Cardiff 10 dicembre 2000 | Barbarians | 31 – 41 | Sudafrica XV | Millennium Stadium |

## La Nazionale Italiana
Finalmente arriva l'esordio nel Sei Nazioni: il traguardo inseguito per decenni, si materializza.
Il torneo vede gli azzurri, guidati dal nuovo Commissario Tecnico Brad Johnstone, chiudere all'ultimo posto solo per la sorprendente vittoria della Scozia sull'Inghilterra. Ma è soprattutto la partita inaugurale a fare clamore: gli azzurri superano la Scozia, detentrice del torneo, per 34-20, grazie ad una grande prova corale, e ad un incredibile Diego Domínguez (due record: 29 punti e 3 drop).
 Il prosieguo del torneo è meno fortunato con pesanti sconfitte con il Galles (16-47), Irlanda (13-60), Inghilterra (12-59), salvo un onorevole finale a Parigi (31-42).
L'entusiasmo sciama successivamente nel tour estivo in Polinesia: quattro sconfitte con Samoa e Figi, per una squadra alla ricerca di nuovi giocatori.

Prima arriva la sconfitta con una selezione minore di Samoa (26-29), poi contro la nazionale maggiore (24-43). Le cose peggiorano nelle Figi con una sconfitta con la selezione provinciale locale (18-34) e ancora peggio nel test contro la nazionale figiana (9-43)

Alla vigilia, vi era stato il caso dell'esclusione di Alessandro Troncon che rifiuta la convocazione a causa degli impegni nel campionato francese. Sarà squalificato e cacciato dalla Nazionale. Anche Diego Domínguez ha lasciato la nazionale, ma in questo caso in modo meno clamoroso e polemico.
I problemi proseguono nei test autunnali: gli azzurri si ritrovano e subiscono una brutta sconfitta contro il Canada, assai lontano dalla grande squadra degli anni '90.
Viene richiamato a gran voce Troncon per i match con la Romania, agevolmente vinto.
A seguire il test contro la Nuova Zelanda, che vince agevolmente pur se con molti rincalzi in campo
| Rovigo 11 novembre 2000 | Italia | 17 – 22 | Canada | Stadio Mario Battaglini |

| Benevento 18 novembre 2000 | Italia | 37 – 17 | Romania | S. Colomba |

| Genova 25 novembre 2000 | Italia | 19 – 56 | Nuova Zelanda | Luigi Ferraris |

## Tornei Internazionali per club o selezioni
|  | Super 12        | Crusaders          |
|  | Heineken Cup    | Northampton Saints |
|  | European Shield | Pau                |

## Attività di club
| Nazione                                                | Torneo                           | Stagione                         | Campione         |
| ------------------------------------------------------ | -------------------------------- | -------------------------------- | ---------------- |
| Australia Nuova Zelanda Sudafrica                      | Super 12                         | Super 12 2000                    | Crusaders        |
| —                                                      | Heineken Cup                     | Heineken Cup 1999-2000           | Northampton      |
| —                                                      | European Challenge Cup           | European Challenge Cup 1999-2000 | Pau              |
| Argentina                                              | Interprovinciale                 | Interprovinciale 2000            | URBA             |
| Argentina                                              | Campionato URBA                  | Campionato URBA 2000             | CASI             |
| Brasile                                                | Campionato                       |                                  | Desterro         |
| Canada                                                 | Super League                     |                                  | Fraser Valley    |
| Francia                                                | Top 14                           | Top 14 1999-2000                 | Stade français   |
| Francia                                                | Coppa di Francia di rugby a 15   | Coppa di Francia 1999-2000       | Biarritz         |
| Galles                                                 | Campionato                       | WPL 1999-2000                    | Cardiff RFC      |
| Galles                                                 | WRU Challenge Cup                | Challenge Cup 1999-2000          | Llanelli         |
| Georgia                                                | Campionato                       | Campionato 1999-2000             | Locomotivi       |
| Inghilterra                                            | English Premiership              | English Premiership 1999-2000    | Leicester        |
| Inghilterra                                            | Coppa Anglo-Gallese              | Coppa Anglo-Gallese 1999-2000    | Newcastle        |
| Irlanda                                                | All Ireland League               | AIL 1999-2000                    | St. Mary’s       |
| Italia                                                 | Campionato                       | Serie A1 1999-2000               | Rugby Roma       |
| Italia                                                 | Coppa Italia                     | Coppa Italia 1999-2000           | Viadana          |
| Nuova Zelanda                                          | National Provincial Championship | NPC 2000                         | Wellington       |
| Romania                                                | Divizia Națională                | Divizia Națională 1999-2000      | Dinamo Bucarest  |
| Russia                                                 | Campionato                       | PRL 2000                         | Krasnyj Jar      |
| Scozia                                                 | Campionato                       | Scottish Premiership 1999-2000   | Heriot’s         |
| Spagna                                                 | Copa del Rey                     | Copa del Rey 1999-2000           | Santboiana       |
| Sudafrica                                              | Currie Cup                       | Currie Cup 2000                  | Western Province |
| Sudafrica                                              | Vodacom Cup                      | Vodacom Cup 2000                 | Free State       |
| Per maggiori dettagli vai alle voci dei singoli tornei |                                  |                                  |                  |